# Coendou vossi
Coendou vossi es una especie de mamífero reodor de la familia de los eretizóntidos endémica de Colombia.

## Distribución
Los especímenes de Coendou vossi son originarios de los bosques húmedos y secos del valle interandino del Magdalena y del Caribe. Habita áreas secas de los departamentos de Caldas, Cesar, Cundinamarca, Santander, Sucre y Tolima.

## Descripción
A diferencia de C. quichua y C. rothschildi con quienes se encuentra estrechamente relacionado, C. vossi es más pequeño, midiendo entre 26 y 33 cm. Su cola es más alargada, abarcando el 70 % de su cuerpo facilitando un comportamiento arbóreo. Las púas de C. vossi son bicolores o tricolores, siendo más clara en la base, llegando a medir de 27 a 55 mm. En su rostro llegan a medir de 5 a 10 mm.
El dorso posee escaso pelaje color marrón oscuro, más oscura que las otras especies con las que se le ha confundido en el pasado.  Su cráneo es menos alargado.